# Londen-Brabantmassief

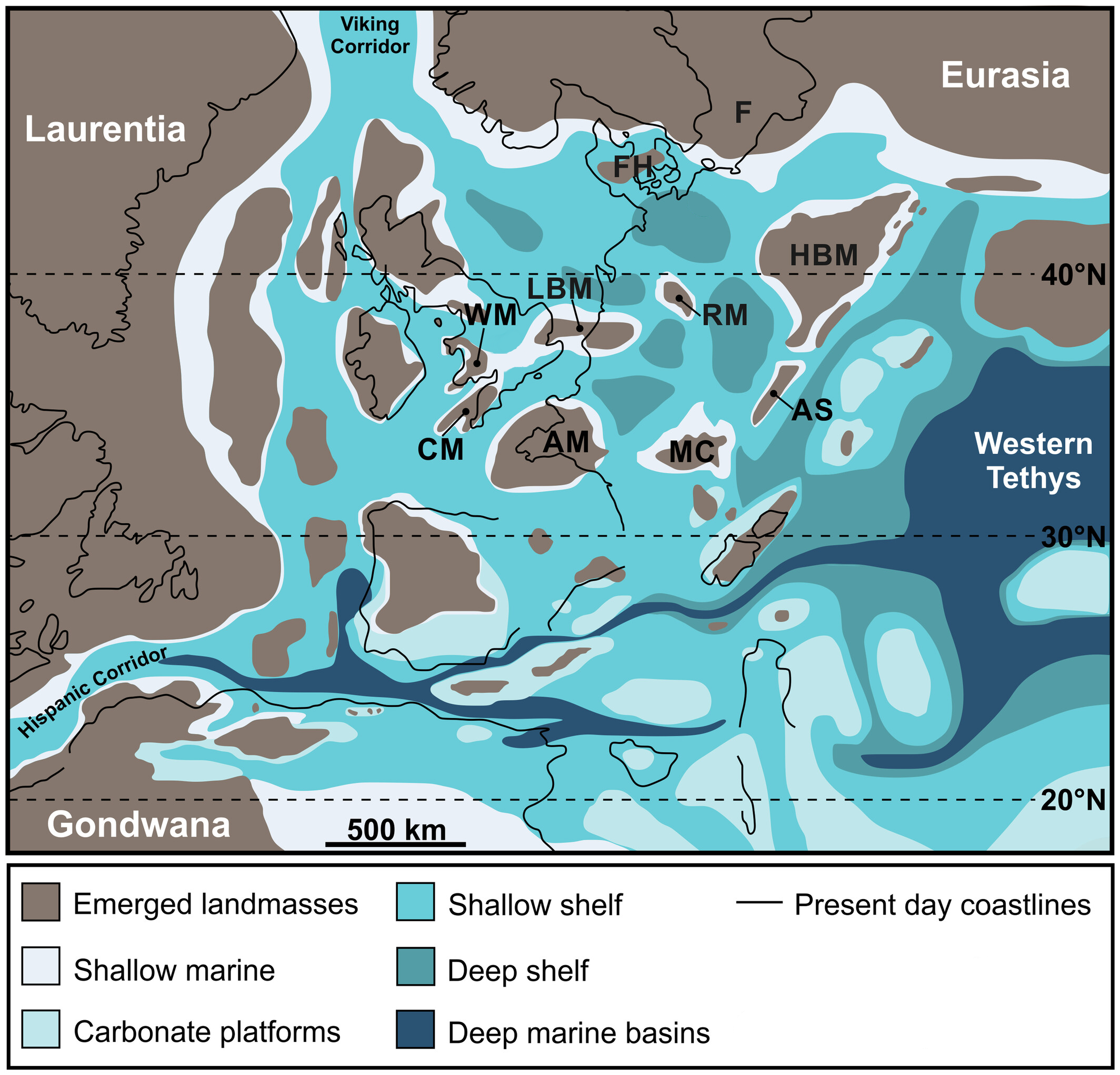
Het Londen-Brabantmassief (LBM) tijdens het Toarcien

Het Londen-Brabantmassief, Brabantmassief, Wales-Brabantmassief, Londenmassief of Londen-Brabanteiland is een geologisch massief (een stabiel stuk van de aardkorst), dat zich uitstrekt vanaf Maastricht over Noord-België, en Zeeland, dan over de Noordzee en Zuid-Engeland tot in Wales. Het massief wordt verondersteld ooit deel te zijn geweest van het paleocontinent Avalonia. Op de meeste plekken komen de sokkel-gesteenten waaruit het massief bestaat niet aan het oppervlak, maar zijn ze overdekt met dikke lagen jongere gesteenten.

## Geologische geschiedenis
De gesteenten van het Londen-Brabantmassief zijn van vroeg-Paleozoïsche of Precambrische ouderdom. De continentale massa van Avalonia lag in die tijdperken vrijwel helemaal onder de zeespiegel. Tijdens de Caledonische orogenese (in het Siluur) ging Avalonia deel uitmaken van het nieuwe continent Laurazië. Wat daarvoor Avalonia was werd vanuit het noorden geplooid, waarbij een grote, oost-west lopende anticlinale structuur ontstond. Hierdoor ontstond een verhoging die boven water uitstak. Daarom wordt het Londen-Brabantmassief ook wel het Londen-Brabanteiland genoemd. In het Devoon ontstond uit materiaal afkomstig van de erosie van dit eiland de Old Red Sandstone die in Devonshire voor de typische rode kleur van de bodem zorgt.
Tijdens het Carboon was ten zuiden van het eiland een bekken ontstaan (het zogenaamde Rhenohercynische bekken). Aan de randen van het eiland ontstonden tropische moerassen. Uit de moerassen ten zuiden van het eiland zouden de tegenwoordige steenkoolvelden van Noord-Frankrijk, België en aangrenzend Duitsland en Nederlands Zuid-Limburg ontstaan. Aan de Noordwestkant van het eiland zouden de moerassen zorgen voor de Engelse steenkoolvelden van Nottinghamshire en Leicestershire. Op sommige plaatsen zit de steenkool zo diep, dat er van rendabele winning geen sprake kan zijn. Ten oosten van Nottinghamshire, in Lincolnshire en Yorkshire bijvoorbeeld, zit de steenkool op 2 kilometer diepte.
Tijdens de Hercynische orogenese kwam vanuit het zuiden het paleocontinent Gondwana (met daarbij onder andere Zuid-Frankrijk en Duitsland), dat tegen Laurazië opbotste. Hierbij werd het Rhenohercynisch bekken vanuit het zuiden tegen het London-Brabantmassief aangedrukt.
Tijdens het Perm en Trias zou het Hercynische gebergte weer door erosie worden afgebroken. Het Londen-Brabantmassief kwam onder de zeespiegel te liggen. Dikke pakketten kalksteen van Krijt- en Juraouderdom werden over het massief heen afgezet.
Tijdens de Alpiene orogenese in het Tertiair kwam het massief in België en Duitsland weer omhoog, terwijl in Noord-Frankrijk het Bekken van Parijs ontstond. In de Ardennen zijn daarom op sommige plaatsen de jongere gesteenten weggeërodeerd, waardoor de gesteenten van het Londen-Brabantmassief en de Hercynische overschuivingen ten zuiden ervan aan het oppervlak te zien zijn. In Noord-Frankrijk worden ze echter bedekt door een dikke laag sedimentaire gesteenten.